# 手斧
手斧（英語：handaxe），人类最早的工具，短小輕便利於單手握持。最早的手斧发现在东非的奥杜威峡谷，因此被称为奥杜威手斧，120万年前制成，现藏于大英博物馆。手斧至少有如下5个功能：可用于肢解动物、挖掘、伐木、械鬥、礼器。
手斧為一種雙面的史前石器，通常由黑燧石（英語：flint）或燧石（英語：chert）製作而成，是阿舍利時代早期和旧石器时代中期（莫斯特時代）的特徵，因多半是雙面及杏仁狀（英語：amygdaloidal）的石片故稱為兩面器（英語：biface）。手斧往往沿其縱軸旋轉對稱，因受到壓力或敲擊而形成。最常見的手斧有一個尖頭和圓底，形狀獨特，兩面也都被敲打過，至少有一部分的自然面被去除。
手斧是最早被確認為史前工具的工具：第一份公開發表的手斧圖是由約翰·弗雷（英語：John Frere）繪製，出現在1800年的英國出版物上。在此之前，它們被認為起源於自然或超自然。傳說認為它們是在暴風雨時從天上掉落，或是遭受雷擊後在地球內部形成、接著出現在地面，故被稱為雷石。有些鄉村地區會將其作為抵禦風暴的護身符。